# فالنتينو مولر
فالنتينو مولر (بالألمانية: Valentino Müller)‏ (19 يناير 1999 في النمسا - ) هو لاعب كرة قدم نمساوي في مركز الوسط.

## وصلات خارجية
- فالنتينو مولر على موقع قاعدة بيانات كرة القدم.إي يو (الإنجليزية)
- فالنتينو مولر على موقع Soccerway.com (الإنجليزية)
- فالنتينو مولر على موقع عالم كرة القدم.نت (الإنجليزية)